# Chivas (raper)
Chivas, właśc. Krystian Gierakowski (ur. 23 kwietnia 1998 w Łodzi) – polski piosenkarz, producent muzyczny, twórca tekstów.
Artysta miał podpisany kontrakt z wytwórnią płytową New Bad Label. W okolicach sierpnia 2020 zerwał kontrakt z wcześniej wymienioną wytwórnią aby podpisać nowy z GUGU. Pod jej szyldem wydał swój debiutancki album Nauczyłem się przeklinać, który zanotował 4. miejsce na liście OLiS.
Następnie 22 września 2022 roku wydał swój drugi studyjny album noszący nazwę młody say10 który uplasował się na pierwszym miejscu listy OLiS
25 stycznia 2024 roku czyli po ponad rocznej przerwie wydał trzeci album studyjny Deathcore, który również zajął pierwsze miejsce na liście OLiS.

## Dyskografia

### Albumy studyjne
| Rok  | Album                                                                                                   | Pozycja na liście | Certyfikat                 |
| Rok  | Album                                                                                                   | POL               | Certyfikat                 |
| ---- | --- | ----------------- | -------------------------- |
| 2021 | Nauczyłem się przeklinać - Data: 21 maja 2021 - Wydawca: GUGU - Format: CD, digital download, streaming | 4                 | - ZPAV: 2x platynowa płyta |
| 2022 | Młody say10 - Data: 22 września 2022 - Wydawca: GUGU - Format: CD, digital download, streaming          | 1                 |                            |
| 2024 | Deathcore - Data: 25 stycznia 2024 - Wydawca: GUGU - Format: CD, digital download, streaming            | 1                 |                            |

### Minialbumy
| Rok  | Minialbum | Pozycja na liście | Certyfikat |
| Rok  | Minialbum | POL               | Certyfikat |
| ---- | --- | ----------------- | ---------- |
| 2024 | Lato 2024 - Data: 01 sierpnia 2024 - Wydawca: Def Jam Recordings Poland - Format: CD, digital download, streaming | -                 |            |

### Single
Jako główny artysta
| Rok  | Utwór                                                                 | Certyfikat                 | Album                         |
| ---- | --------------------------------------------------------------------- | -------------------------- | ----------------------------- |
| 2020 | „Najlepsi pod słońcem” (gośc. Szpaku)                                 | - ZPAV: platynowa płyta    | Nauczyłem się przeklinać      |
| 2020 | „Palenie zabija”                                                      | - ZPAV: złota płyta        | Nauczyłem się przeklinać      |
| 2020 | „Mam na twarzy krew i tym razem nie jest sztuczna” (gośc. White 2115) | - ZPAV: 3x platynowa płyta | Nauczyłem się przeklinać      |
| 2021 | „Jakbym miał w ręku klamkę”                                           | - ZPAV: platynowa płyta    | Nauczyłem się przeklinać      |
| 2021 | „Hellcat Redeye” (gośc. Szpaku, White 2115                            | - ZPAV: złota płyta        | Nauczyłem się przeklinać      |
| 2021 | „Młody say10”                                                         | - ZPAV: złota płyta        | Nauczyłem się przeklinać      |
| 2022 | „Narcyz”                                                              | - ZPAV: platynowa płyta    | Młody say10                   |
| 2022 | „To ostatni raz, gdy jadę nad Bałtyk”                                 | - ZPAV: platynowa płyta    | Młody say10                   |
| 2022 | „Anyżowe żelki”                                                       | - ZPAV: 3× platynowa płyta | Młody say10                   |
| 2022 | „Kupić jej gaz czy torebkę?”                                          | - ZPAV: 2× platynowa płyta | Młody say10                   |
| 2023 | „Nóż motylkowy” (gośc. White 2115                                     | - ZPAV: platynowa płyta    | Deathcore                     |
| 2023 | „Nowy Batman”                                                         | - ZPAV: platynowa płyta    | Deathcore                     |
| 2023 | „Opium!”                                                              | - ZPAV: złota płyta        | Deathcore                     |
| 2024 | „Nienawidzę Warszawy!” (gośc. Bedoes)                                 | - ZPAV: złota płyta        | Deathcore                     |
| 2024 | „Death Note”                                                          | - ZPAV: platynowa płyta    | Deathcore                     |
| 2024 | „Prawie straciłem głos”                                               | - ZPAV: platynowa płyta    | Lato 2024                     |
| 2024 | „5 milionów influencerek”                                             |                            | Lato 2024                     |
| 2024 | „Sto tysięcy razy” (oraz White 2115                                   |                            | Rockst4r                      |
| 2024 | „Zoë Kravitz” (oraz Fukaj, Livka)                                     |                            | Sen, którego nigdy nie miałem |
| 2024 | „Hellstar”                                                            |                            |                               |
| 2025 | „GEN D”                                                               |                            |                               |
| 2025 | „Póki jesteś” (oraz Vito Bambino)                                     |                            |                               |

Występy gościnne
| Rok  | Utwór                                                                | Certyfikat                 | Album             |
| ---- | -------------------------------------------------------------------- | -------------------------- | ----------------- |
| 2021 | „Potwór” (Szpaku; gośc. Chivas)                                      | - POL: platynowa płyta     | Różowa pantera    |
| 2022 | „GUGU x 2115” (Bedoes, White, Kuqe; jako 2115; gośc. Szpaku, Chivas) | - ZPAV: złota płyta        | Rodzinny biznes   |
| 2023 | „Czarna perła” (SB Maffija; gośc. Szpaku, 27.Fuckdemons, Chivas)     | - ZPAV: 2× platynowa płyta | Hotel Maffija 3   |
| 2024 | „Ty wiesz” (Oliwka Brazil; gośc. Chivas)                             |                            | Oh My Gawd        |
| 2025 | „Kc, lecz bez przesady"(Quebonafide; gośc. Chivas)                   |                            | Północ / południe |

### Inne certyfikowane utwory
| Rok  | Utwór                                              | Certyfikat                 | Album                    |
| ---- | -------------------------------------------------- | -------------------------- | ------------------------ |
| 2021 | „Comme des garçons”                                | - ZPAV: złota płyta        | Nauczyłem się przeklinać |
| 2021 | „Xo”                                               | - ZPAV: złota płyta        | Nauczyłem się przeklinać |
| 2022 | „Drzewko”                                          | - ZPAV: złota płyta        | Młody say10              |
| 2022 | „Koleżanko mojej byłej”                            | - ZPAV: 2× platynowa płyta | Młody say10              |
| 2022 | „Miałem kolegę Bartka”                             | - ZPAV: złota płyta        | Młody say10              |
| 2023 | „Na zawsze” (Szpaku, Kubi Producent; gośc. Chivas) | - ZPAV: platynowa płyta    | Uzumaki forma ostateczna |
| 2024 | „Rysunkowy potwór”                                 | - ZPAV: złota płyta        | Deathcore                |
| 2024 | „Szafka w małym pokoju”                            | - ZPAV: złota płyta        | Lato 2024                |